# فندق كمبينسكي خليج سوما
فندق كمبينسكي خليج سوما هو فندق ذو تقييم خمسة نجوم ينتمي إلى سلسلة فنادق كمبنسكي، ويقع في سوما باي، مصر.

## التجهيزات
افتتح الفندق عام 2009 ويحتوي على 325 غرفة و أجنحة، وثلاثة مطاعم، بار واحد كبير، منتجع، و قاعة تمرينات صغيرة.